# Munson, Florida
Munson är en ort i Santa Rosa County i delstaten Florida, USA.